# Maurits Uyldert

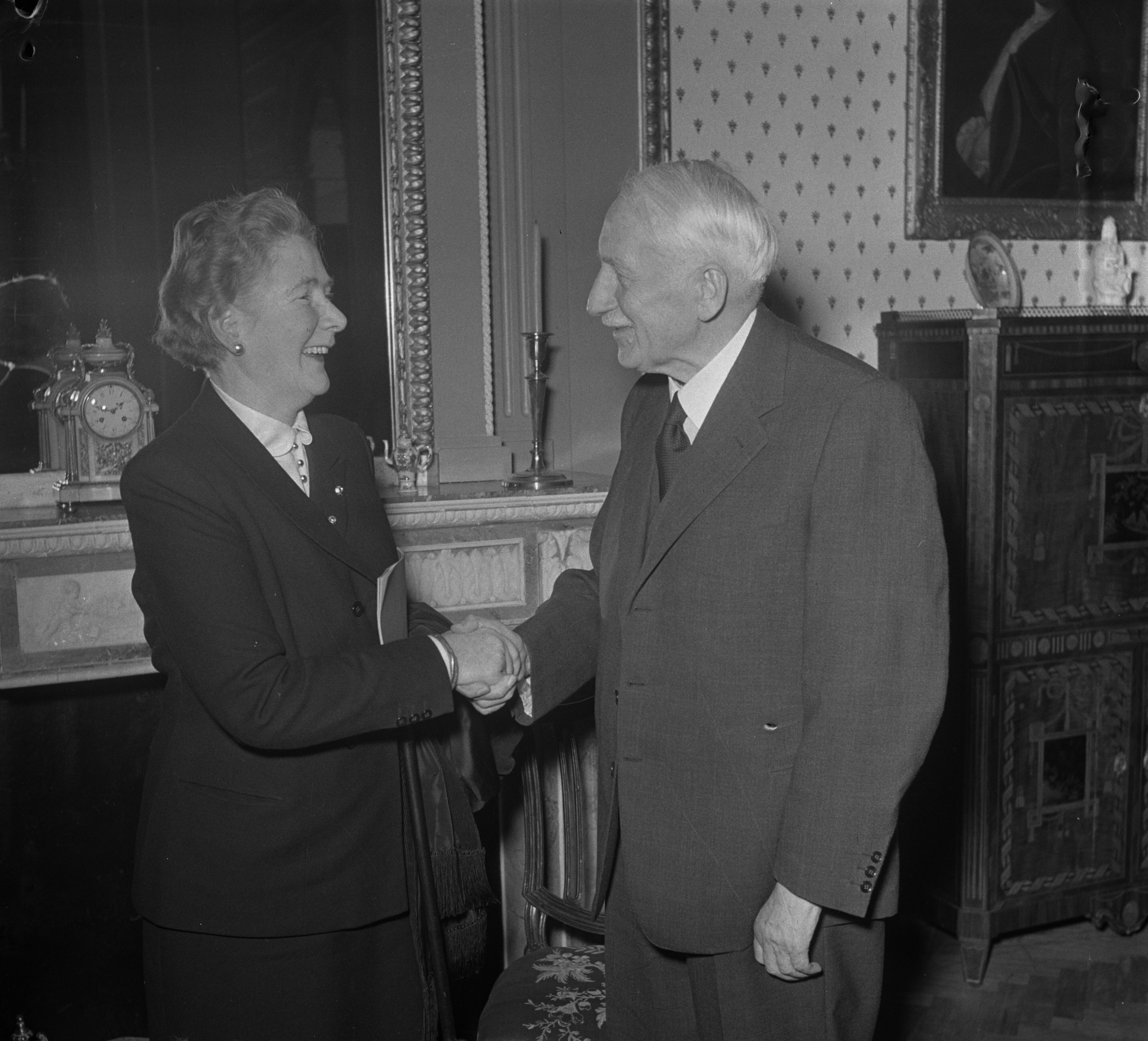
Maurits Uyldert (rechts) en Charley Toorop bij de uitreiking van de prijs van de Stichting Kunstenaarsverzet, 1952

Maurits Henri Eduard Uyldert (Amsterdam, 16 februari 1881 - aldaar, 29 september 1966) was een Nederlands letterkundige (literaire kritiek, poëzie en proza) en journalist. Hij publiceerde ook onder het pseudoniem L.T. Durey. 

## Levensloop
Na zijn handelsopleiding werkte Uyldert als koopman. Hij richtte zich vanaf 1906 meer en meer op de literatuur en debuteerde dat jaar met de verzenbundel Naar het leven. Uyldert was een leerling van  Albert Verwey en werd samen met Alex Gutteling beschouwd als diens trouwste volgeling. Hij schreef vele essays voor het tijdschrift De Beweging, opgericht door Verwey. 
Vanaf 1911 begon zijn journalistieke carrière bij de Provinciale Overĳsselsche en Zwolsche Courant en De Courant/Nieuws van de Dag. Tussen 1923 en zijn pensionering in 1946 was Uyldert vervolgens als kunstredacteur voor de rubriek letteren en toneel verbonden aan het Algemeen Handelsblad. Hij is in 1952 bekroond met de Prijs van de Stichting Kunstenaarsverzet voor zijn biografisch oeuvre.
Maurits Uyldert overleed op 85-jarige leeftijd en ligt begraven op Zorgvlied.